# Стојан Гавриловић
Стојан Гавриловић (Београд, 22. август 1894 — 1965) био је син Богдана Гавриловића, универзитетског професора, сенатора и члана Југословенске демократске странке и Самосталне демократске странке.

## Чиновничка каријера у првој Југославији
По окончаним студијама на Правном факултету у Београду примљен је за дипломатског припавника Министарства иностраних дела. Премештен је за писара Посланства у Берну 1925, унапређен у секретара 1926, а отпуштен из државне службе због учешћа у финансијској афери 1928. године.
Уписао је докторске студије на Универзитету у Женеви, а поново примљен у дипломатску службу непосредно пре одбране тезе из области међународног права, јануара 1931. године. Као секретар у Политичком одељењу Министарству иностраних послова радио је на пословима везаним за Друштво народа, често је слат у Женеву током 1933-1935, био је члан делегације Краљевине Југославије на XX заседању Скупштине Друштва народа (11−14. децембар 1939); на заседањима Савета Друштва народа: 106. заседање 9. децембар и 107. заседање 14. децембар. Његовом оцу је било прећено да ће Стојан бити пензионисан, 1937, уколико не буде у Сенату гласао за ратификацију Конкордата. Током боравака у Женеви, и каснијем раду у Београду, био је задужен и за послове производње и дистрибуције опијума, у оквирима Друштва народа и југословенско-турске сарадње.
Стојан Гавриловић је заједно са помоћником министра иностраних послова Ивом Андрићем, био је писац дипломатско-политичког прегледа у часопису "XX век", који је издавао Геца Кон а финансирао Милан Стојадиновић. Унапређен је у саветника МИП 1939, и постављен за помоћника начелника Политичког одељења МИП 1940. године. У то време био је један од главних повереника британског посланства у Београду, и те контакте је користио да би дискредитовао своје колеге и надређене код Британаца. После Априлског рата, премештен је за генералног конзула у Кејптауну 1941, потом за саветника Посланства у Отави 1942, али је по други пут отпуштен из дипломатске службе због својих веза са југословенским комунистима 1943. године.

## Чиновничка каријера у другој Југославији
Био је један од бивших краљевских дипломата који је своју каријеру наставио у доба комунистичког режима. Примљен је натраг у службу на седници Шубашићеве владе 24. августа 1944. и наименован је за помоћника министра иностраних послова, те послат као специјални делегаг владе на Блиски исток. На положају помоћника министра иностраних пословао остао је и после оставке Ивана Шубашића. Био је југословенски делегат заменик у Организацији Уједињених нација 1945-1947. године.

## Живот у емиграцији
После напуштања дипломатске службе остао је у емиграцији у САД. Радио је као универзитетски професор и стручни сарадник при ОУН.
Умро је око 2. фебруара 1965. у САД, где је предавао на Колеџу Дикинсон.